# 弗兰切斯卡·戴达
弗兰切斯卡·戴达（義大利語：Francesca Deidda，1992年1月16日—），意大利女子花样游泳运动员。她曾代表意大利参加2016年和2020年夏季奥林匹克运动会花样游泳比赛，均未能获得奖牌。